# 3921 Klementʹev
3921 Klementʹev (1971 OH) là một tiểu hành tinh vành đai chính được phát hiện ngày 19 tháng 7 năm 1971 bởi B. Burnasheva ở Nauchnyj.